# رابطة الشبيبة الشيوعية الدنماركية
رابطة الشبيبة الشيوعية الدنماركية (الدنماركية: Danmarks Kommunistisk Ungdomsforbund) هي منظمة سياسية دنماركية للنشطاء الشيوعيين الشباب. تأسست الرابطة في عام 1999، وهي فرع الشباب في الحزب الشيوعي العمالي.  يقع المقر الرئيسي في أماجر، ولها مكاتب فرعية في آرهوس وراندرز وأودنسي.  مثل الجمعيات المدنية الأخرى، تتلقى الرابطة تمويلًا ماليًا من بلدية كوبنهاغن. 

## التاريخ
تأسست الرابطة في عام 1999، واتخذت اسم الجناح الشبابي للحزب الشيوعي الدنماركي القديم (الذي تم حله في عام 1990)، بهدف معلن هو القتال من أجل معاداة الإمبريالية ومناهضة الفاشية وتحسين شباب الطبقة العاملة.  في عام 2000، أصبحت فرع الشباب من الحزب الشيوعي العمالي في الدنمارك.  
عمل ترولز ريس لارسن كرئيس للرابطة من 1999 إلى 2005. في عام 2005، تم استبدال كاثرين فريدريك بيدرسن بلارسن، وهي طالبة في علم الأنثروبولوجيا تبلغ من العمر 23 عامًا من جامعة كوبنهاغن. 

## التطرف
في عقد الألفين، أصبحت الرابطة مرتبطًة بالمظاهرات العنيفة في الدنمارك.  خلال أعمال الشغب في عام 2007، دعت رئيسة المنظمة، كاثرين فريدريك بيدرسن، إلى استخدام الأسلحة النارية كوسيلة مشروعة لتحقيق أهداف سياسية.  وقالت بيدرسن إن جميع أعمال العنف مسموح بها باستثناء أسلحة الدمار الشامل.  أعرب جهاز المخابرات الأمنية الدنماركي عن قلقه بشأن تطرف الرابطة. 
على الرغم من الانتقادات التي وجهت لدعوة المنظمة للعنف، تلقت الرابطة 50234 كرونة دانمركية في شكل منح عامة من مدينة كوبنهاغن في عام 2007. قال مديرو المدينة إنه لا يمكن سحب الدعم إلا إذا تم حل منظمة من خلال قضية محكمة جنائية. 

## روابط خارجية
- موقع الرابطة نسخة محفوظة 8 أكتوبر 2007 على موقع واي باك مشين.
- (الشيوعيون الشباب)، فيلم وثائقي عن حركة الشباب الشيوعي في الدنمارك، تم بثه على راديو دانمارك، 10 ديسمبر 2009